# Marocko i olympiska vinterspelen 1984
Marocko deltog i olympiska vinterspelen 1984. Marockos trupp bestod av 4 idrottare, alla var män som deltog i alpin skidåkning.

## Resultat

### Alpin skidåkning
- Storslalom herrar
  - Ahmad Ouachit - 64
  - Ahmed Ait Moulay - 73
  - Hamid Oujebbad - 74
  - Brahim Ait Sibrahim - DNF

- Slalom herrar
  - Ahmad Ouachit - 38
  - Ahmed Ait Moulay - 44
  - Brahim Ait Sibrahim - DNF